# Iryna Yatchanka
Iryna Vasiliyevna Yatchanka (en biélorusse : Ірына Ятчанка, souvent russifié en Ирина Ятченко, Yatchenko), née le 31 octobre 1965 à Gomel, est une athlète biélorusse, spécialiste du lancer du disque.

## Biographie
Médaille de bronze aux Jeux olympiques en 2000, Iryna Yatchanka a été championne du monde en 2003. Sa médaille de bronze de 2004 lui est retirée en décembre 2012 par le CIO pour dopage.
Elle est mariée à Igor Astapkovich.

### Palmarès
| Date | Compétition           | Lieu   | Résultat | Performance |
| ---- | --------------------- | ------ | -------- | ----------- |
| 2000 | Jeux olympiques       | Sydney | 3e       | 65,20 m     |
| 2003 | Championnats du monde | Paris  | 1re      | 67,32 m     |

## Performances
Son meilleur lancer est de 69,14 m, réalisé à Minsk (Staiki), en juillet 2004.